# Cernogorovo
Cernogorovo (în bulgară Черногорово) este un sat în Obștina Dimitrovgrad, Regiunea Haskovo, Bulgaria.

## Demografie
Componența etnică a satului Cernogorovo
     Bulgari (87,83%)
     Romi (10,25%)
     Nicio identificare (1,9%)
     Altele (0,18%)
La recensământul din 2011, populația satului Cernogorovo era de 2.203 locuitori. Din punct de vedere etnic, majoritatea locuitorilor (87,83%) erau bulgari, cu o minoritate de romi (10,25%). Pentru 1,9% din locuitori nu este cunoscută apartenența etnică.

## Harte
- bgmaps.com
- emaps.bg
- Google